# L'Ombre de la liberté
L'Ombre de la liberté (titre original : Shadow of Freedom) est un roman de science-fiction écrit par David Weber, publié en 2013 aux États-Unis puis en France en 2014. Il s'agit d'un roman secondaire de la série Honor Harrington, troisième d'une sous-série nommée Saganami.

## Résumé
Février 1922   Dans le système de Loomis, la Flotte de la Ligue Solarienne bombarde et détruit plusieurs villes de la planète Halkirk, éliminant ainsi tous ceux qui contestaient le régime dictatorial en place et la politique de pillage des ressources naturelles par une compagnie transtellaire solarienne. L’opposition commençait à s’armer grâce  à l’aide d’un homme dont le pseudonyme était " Partisan "   et qui leur a dit que sa reine soutiendrait leur mouvement le moment venu.
Mars 1922      Dans le système de Fuseau, les manticoriens fêtent la victoire écrasante de leur 10e flotte contre celle de l’amiral Crandall (roman : L’ennemi dans l’ombre). Ils apprennent les explosions atomiques sur Mesa et les accusations contre Anton Zilwicki (roman : Torche de liberté).
Dans le système de Séraphin des opposants au gouvernement local rencontre Brandon qui leur procure des armes. Il se fait passer pour un agent de Manticore alors qu’il est un ex-gendarme solarien employé par l’Alignement mesan.
Avril 1922   Michelle Henke et les manticoriens présent dans le Quadrant de Talbot sont avertis de l’attaque dévastatrice contre leur système mère. Sur la station parc d’attraction du système de Hainuwélé, Zilwicki et Cachat apprenant que Honor est en orbite autour de Havre pour négocier un traité de paix avec la présidente Pritchart, décident de l’y rejoindre pour l’informer de leurs découvertes sur l’Alignement.
Henke décide d’affecter une partie de ses vaisseaux du mur en Tillerman et l’autre sous son commandement en Montana, au plus près de Mesa. Apprenant qu’un navire marchand manticorien est retenu dans le système  de Saltash, elle y envoie 5 croiseurs légers sous le commandement de Zavala.
Dans le système d’Hirondelle, des opposants attendent des nouvelles de l’agent " manticorien " Brandon.
Zavala découvre que deux navires sont retenus sous le prétexte d’une épidémie et que le gouverneur local refuse de les laisser repartir. Il affronte et anéantie 4 croiseurs de combat solariens qui ont sous estimé une fois de plus les capacités des vaisseaux manticoriens. Puis avec l’aide passive des saltashiens, ses troupes affrontent les gendarmes solariens sur la station spatiale où sont retenus leurs compatriotes, qu’elles libèrent.
Mai 1922   Dans le système de Moebius, une manifestation contre la tyrannie et la corruption du gouverneur Lombroso est réprimée dans le sang.
Juin 1922   Dans le système de Séraphin, les rebelles reçoivent les armes promises par Brandon.
Le commissaire Verrochio, du système Meyers décide d’envoyer des vaisseaux et des gendarmes en Moebius.
Sur Mesa, Detweiler et ses fils apprenant la signature du traité de paix entre Pritchart et la reine Elizabeth, décident d’accélérer et d’amplifier l’opération Houdini (roman : L’orage gronde). Michelle Henke et son état major apprennent l’alliance militaire entre Havre et Manticore ainsi que l’existence de l’Alignement. Elle rencontre un envoyé de Moebius qui lui révèle que Brandon leur livre des armes au nom de l’Empire Stellaire, cela depuis plusieurs mois, avant les événements de Monica (roman : L’ombre de Sagamani). Elle décide d’aider les mouvements de résistance pour ne pas nuire à la réputation de l’Empire s’il les abandonnait après leur avoir  promis de l’aide. Pour cela, elle envoie Terekhov avec une flotte importante vers Moebius et décide d’envahir le système de Meyers.
La baronne de Méduse et Khumalo, mis au courant des agissements de Brandon, décident comme Henke qu’il faut soutenir tous les mouvements de contestations qui se feront connaitre.
Juillet 1922   Terekhov arrive dans le système de Moebius, découvre que les solariens ont bombardé la planète et que les gendarmes traquent les opposants. Il force les navires solariens à se saborder, prend contact avec la résistance, libère les prisonniers des gendarmes.
Sur Séraphin, Brandon informe la résistance de la défaite des solariens dans le système de Manticore et de l’alliance de l’Empire Stellaire avec Beowulf. Il leur demande de passer à la rébellion active dans les trois mois qui suivent.
Aout 1922    Henke empêche tous les navires solariens de Meyers de s’enfuir, capture le commissaire Verrochio. Elle fait savoir au souverain du royaume de Meyers qu’elle le soutiendra militairement et économiquement s’il forme un gouvernement démocratique stable et indépendant. Elle écrit à sa cousine la reine qu’elle va se rendre sur Mesa avec ses vaisseaux pour enquêter sur l’Alignement.